# Hemimycena pithya
Hemimycena pithya är en svampart som först beskrevs av Elias Fries, och fick sitt nu gällande namn av Dörfelt 1984. Hemimycena pithya ingår i släktet Hemimycena och familjen Mycenaceae.   Inga underarter finns listade i Catalogue of Life.

## Bildgalleri

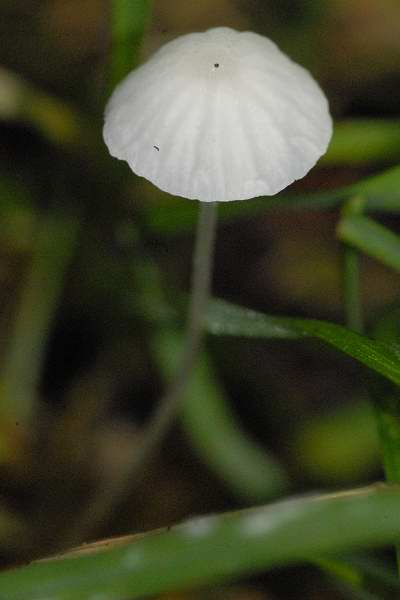